# Баритокальцит
Баритокальци́т — мінерал, карбонат барію і кальцію.

## Загальний опис
Хімічна формула: 2[BaCa(CO3)2]. Містить (%): BaO — 51,5; CaO — 18,9; CO2 — 29,6.
Сингонія моноклінна. Густина 3,64—3,66. Твердість 4. Кристали коротко- і довгопризматичні. Крихкий. Блиск скляний до смоляного. Колір сірий, зелений, жовтий. Риса біла. Прозорий і напівпрозорий.

## Родовища
Знайдений у Алстон-Мурі (графство Камберленд, Англія) у асоціації з баритом і флюоритом у вапняках. З кварцом і псевдоморфозами бариту виявлений також у Чехії, ФРН.